# Gimnasia en los Juegos Olímpicos de Londres 2012 – Suelo femenino
El evento de suelo femenino de gimnasia artística en los Juegos Olímpicos de Londres 2012 tomó lugar el 7 de agosto en el North Greenwich Arena.

## Horario
La hora está en Tiempo británico (UTC+1)
| Fecha                       | Tiempo | Ronda   |
| --------------------------- | ------ | ------- |
| Martes, 7 de agosto de 2012 | 14:00  | Finales |

## Final
| Posición          | Gimnasta                | Pts. D | Pts. E | Pen. | Total  |
| ----------------- | ----------------------- | ------ | ------ | ---- | ------ |
| Medalla de oro    | Aly Raisman (USA)       | 6.500  | 9.100  |      | 15.600 |
| Medalla de plata  | Cătălina Ponor (ROU)    | 6.200  | 9.000  |      | 15.200 |
| Medalla de bronce | Aliyá Mustáfina (RUS)   | 5.900  | 9.000  |      | 14.900 |
| 4                 | Vanessa Ferrari (ITA)   | 6.200  | 8.700  |      | 14.900 |
| 5                 | Lauren Mitchell (AUS)   | 6.400  | 8.433  |      | 14.833 |
| 6                 | Ksenia Afanasieva (RUS) | 6.100  | 8.666  | 0.20 | 14.566 |
| 7                 | Jordyn Wieber (USA)     | 6.100  | 8.500  | 0.10 | 14.500 |
| 8                 | Sandra Izbașa (ROU)     | 5.600  | 8.033  | 0.30 | 13.333 |

## Clasificación
Gimnastas de más edad y el más joven
|           | Nombre         | País                 | Fecha de nacimiento | Edad    |
| --------- | -------------- | -------------------- | ------------------- | ------- |
| Más joven | Jordyn Wieber  | Estados Unidos (USA) | 12/07/95            | 17 años |
| Más mayor | Cătălina Ponor | Rumania (ROU)        | 20/08/87            | 24 años |

| Rank | Gimnasta          | Nación               | Pts. D | Pts. E | Penalidad | Total  | Resultados |
| ---- | ----------------- | -------------------- | ------ | ------ | --------- | ------ | ---------- |
| 1    | Alexandra Raisman | Estados Unidos (USA) | 6.500  | 8.825  |           | 15.325 | Q          |
| 2    | Sandra Izbașa     | Rumania (ROM)        | 6.300  | 8.766  |           | 15.066 | Q          |
| 3    | Vanessa Ferrari   | Italia (ITA)         | 6.200  | 8.700  |           | 14.900 | Q          |
| 4    | Ksenia Afanasyeva | Rusia (RUS)          | 5.900  | 8.933  |           | 14.833 | Q          |
| 4    | Lauren Mitchell   | Australia (AUS)      | 6.300  | 8.533  |           | 14.833 | Q          |
| 6    | Jordyn Wieber     | Estados Unidos (USA) | 6.000  | 8.766  | 0.1       | 14.666 | Q          |
| 7    | Cătălina Ponor    | Rumania (ROM)        | 5.900  | 8.700  |           | 14.600 | Q          |
| 8    | Aliyá Mustáfina   | Rusia (RUS)          | 5.900  | 8.633  | 0.1       | 14.433 | Q          |

### Reservas
- Elizabeth Tweddle (GBR)
- Marta Pihan-Kulesza (POL)
- Asuka Teramoto (JPN)